# Hüttenkapelle Laucherthal
Die Hüttenkapelle Laucherthal ist eine im Jahre 1926 begründete Werks- und Bergmannskapelle der ehemaligen Fürstlich Hohenzollernschen Hüttenwerke in Laucherthal, einem Ortsteil der Gemeinde Sigmaringendorf im Naturpark Obere Donau an der Lauchert. Sie ist die einzige Musikkapelle in der Form einer Werks- und Bergmannskapelle im Landkreis Sigmaringen und im Regierungsbezirk Tübingen.

## Vorgeschichte

Die acht Gründungsmitglieder der Hüttenkapelle 1908

Die Hüttenkapelle hat ihren Ursprung in der 1847 gegründeten Musikkapelle Sigmaringendorf. Einige Mitglieder der Musikkapelle Sigmaringendorf arbeiteten bei den damaligen Fürstlich Hohenzollernschen Hüttenwerken und hatten die Idee eine Hüttenkapelle zu begründen. Am 1. April 1908 fand die erste Probe, der aus acht Musiker bestehenden vorläufigen Werkskapelle des Hüttenwerkes statt. Ihren ersten Auftritt hatte die Kapelle bei der Hochzeit von Josef Speh genannt der Boller Sepp. Ein Problem der Kapelle war die Beschaffung und Finanzierung der Instrumente. Ein gängiges Holz- oder Blechblasinstrument kostete damals den ungefähren Monatslohn eines Arbeiters des Hüttenwerkes. Der Musiker und Schreinermeister Gelle nahm im Namen der Kapelle ein Darlehen bei der Spar- und Leihkasse Sigmaringen auf. Im Jahre 1912 nahm die Kapelle am Musikfest in Bingen teil und spielte dort die Ouvertüre Der kleine General. Während des Ersten Weltkriegs ruhte der Spielbetrieb. 1919 formierte sich die Kapelle mit einer Stärke von zehn bis achtzehn Mann neu.

### Gründung
Im Jahre 1926 wurde die Kapelle offiziell begründet. Für die gesamten Musiker wurden im Auftrag der Fürstlichen Hüttenwerke Bergmannskapellenuniformen erworben und für die Zeit ihrer aktiven Spielzeit den Musikern zur Verfügung gestellt. Die Kapelle nahm am 9. und 10. Juni 1928 mit 17 Musikern an einem Wertungsspiel der Oberstufe in Gammertingen mit der Festouvertüre von Gottlöber teil und erreichte den 1a Preis mit Urkunde und Pokal. Beim Bezirksmusikfest am 25. Juli 1937 in Riedlingen spielte die Kapelle in der Oberstufe die Ouvertüre zur Oper Der Barbier von Sevilla von Rossini und erreichte hinter der Stadtkapelle Buchau am Federsee den zweiten Platz. Am 13. August 1938 unternahm die Kapelle einen zweitägigen Ausflug nach Innsbruck. Die Weihnachtsfeier am 22. Dezember 1940 musste kurz nach Beginn abgebrochen werden, weil die Gefahr eines Fliegerangriffs drohte. Während des Zweiten Weltkrieges ruhte der Spielbetrieb.

### Nach dem Zweiten Weltkrieg
Am 2. Juni 1949 wurde in einer Unterredung mit dem Direktor der Hüttenwerke die Kapelle wiederbegründet. Am 25. Mai 1955 machte der Südwestfunk Studio Tübingen in der Glühhalle Aufnahmen von der Kapelle. Sie spielte dann die Ungarische Fantasie von Bedřich Smetana und den Finnischen Reitermarsch. Auf Vermittlung Fürst Friedrichs von Hohenzollern nahm die Hüttenkapelle 1960 beim Musikfest in Vandans in Vorarlberg teil. Eine eigene Schallplatte wurde 1982 mit vier Märschen, darunter dem Hohenzollern-Marsch aufgenommen und über den Souvenirladen auf Schloss Sigmaringen vertrieben. Im Jahre 1987 trat die Kapelle bei dem Stand der Fürstlichen Hüttenwerke auf der Hannover Industrie Messe auf. Dort wurde der Empfang des Wirtschaftsministers von Baden-Württemberg mit der Hüttenkapelle vom NDR in Echtzeit übertragen. 2002 übergab Dirigent Hermann Schwald nach über dreißig Jahren den Taktstock an Richard Reck. Als dieser im Jahr 2003 überraschend verstarb, übernahm zunächst Ehrendirigent Hermann Schwald übergangsweise wieder das Dirigentenamt, ehe im Januar 2004 Bernd Ott aus Langenenslingen als neuer Dirigent gewonnen wurde. 2007 übergab Ott aus beruflichen Gründen die musikalische Leitung der Hüttenkapelle an Reiner Sigg aus Wilflingen. 2008 spielte die Werkskapelle aus Anlass des 300-jährigen Bestehens der Hüttenwerke.
Am 22. September 2010 hielten Mitglieder der Hüttenkapelle Laucherthal Totenwache am Sarg ihres Dienstherren, des Fürsten Friedrich Wilhelm von Hohenzollern, der am 16. September 2010 verstorben war. Am 23. September 2010 spielte die Kapelle am Ende des Requiems für den Fürsten in der Erlöserkirche von Kloster Hedingen, der Grablege der Hohenzollern, Chopins Trauermarsch.